# Eucynortella duapunctata
Eucynortella duapunctata is een hooiwagen uit de familie Cosmetidae.